# Селище (Південно-Східна Словенія)
Селище (словен. Selišče) — поселення в общині Доленьське Топлице, регіон Південно-Східна Словенія, Словенія. Висота над рівнем моря: 196,3 м.